# Татияна Лалчевска
Татияна Лалчевска (на македонска литературна норма: Татијана Лалчевска) е педагожка и политик от Северна Македония.

## Биография
Родена е на 15 декември 1973 година в град Скопие, тогава в Социалистическа федеративна република Югославия. Завършва Педагогически факултет.
На 1 ноември 2017 година замества Петре Шилегов като депутат от Социалдемократическия съюз на Македония в Събранието на Република Македония.
След края на мандата ѝ на 6 август 2020 година е назначена за директорка на „Държавен вестник на Република Северна Македония“.